# آيت الخمس (سيدي عبد الله البوشواري)
آيت الخمس هي إحدى مشيخات المملكة المغربية، تتبع جغرافيا لإقليم شتوكة آيت باها وإداريًا لسيدي عبد الله البوشواري. يقدر عدد سكانها بـ 646 نسمة حسب الإحصاء الرسمي للسكان والسكنى لسنة 2004.